# مینتارو، استرالیای جنوبی
مینتارو (به انگلیسی: Mintaro) یک شهرک در استرالیا است که در استرالیای جنوبی واقع شده‌است.